# Müderris
Müderris je termín, kterým byl označován náboženský učenec, profesor nebo člen fakulty v dobách Seldžuckého sultanátu a Osmanské říše.
V arabštině slovo müderris znamená učitel, lekce. Tímto pojmem je popisován učitel, který vyučuje své žáky a dává jim lekce. Po dokončení vzdělání a tréninku na lokálních školách v provinciích získávali učenci diplom a mohli poté sami vzdělávat v oboru náboženství a vědy v medrasách, které byly někdy označovány slovem müderris. Profese se poté nazývala müderrislik.